# یشتبورگ
یشتبورگ (به آلمانی: Jesteburg) یک شهر در آلمان است که در Jesteburg واقع شده‌است. یشتبورگ،طبق آخرین آمار اعلامی، ۷۹۰۳ نفر جمعیت دارد.
اُدو هیتمن،در حال حاضر ریاست شهرداری این شهر را برعهده دارد.